# ليون شنايدر
ليون شنايدر (بالألمانية: Leon Schneider)‏ هو لاعب كرة قدم ألماني، ولد في 19 يونيو 2000 في آيزنهوتنشتات في ألمانيا. لعب مع إنيرجي كوتبوس.

## وصلات خارجية
- ليون شنايدر على موقع قاعدة بيانات كرة القدم.إي يو (الإنجليزية)
- ليون شنايدر على موقع Soccerway.com (الإنجليزية)
- ليون شنايدر على موقع عالم كرة القدم.نت (الإنجليزية)